# Albert Kluyver
Albert Jan Kluyver (3 tháng 6 năm 1888 - 14 tháng 5 năm 1956) là một nhà vi sinh vật học và nhà hóa sinh người Hà Lan.

## Sự nghiệp
Năm 1926, Albert Kluyver và Hendrick Jean Louis Donker đã xuất bản bài báo "Die Einheit in der Biochemie" ("Thống nhất trong hóa sinh"). Bài báo này đã giúp thiết lập tầm nhìn của Kluyver rằng, ở lĩnh vực hóa sinh, tất cả các sinh vật đều thống nhất. Kluyver nổi tiếng đã đưa ra ý tưởng với câu châm ngôn: "Từ voi đến vi khuẩn axit butyric - tất cả đều giống nhau". Bài báo và những nghiên cứu khác từ phòng thí nghiệm của Kluyver đã giúp hỗ trợ khái niệm thống nhất hóa sinh cũng như ý tưởng về "hóa sinh so sánh", mà Kluyver hình dung là tương đương về hóa sinh so với phương pháp giải phẫu học so sánh. Khái niệm thiết lập cơ sở lý luận để nghiên cứu quy trình hóa học trong vi khuẩn và ngoại suy những quá trình này với các sinh vật cao hơn.
Các khái niệm về "thống nhất trong hóa sinh" và "hóa sinh so sánh" đều rất có ảnh hưởng và có lẽ là công trình quan trọng nhất của ông. Sinh viên nổi tiếng nhất của Kluyver, C. B. van Niel bình luận về ảnh hưởng khoa học của người hướng dẫn và ghi nhận rằng vào giữa thế kỷ 20 công trình của ông về sự thống nhất hóa sinh đã không còn được trích dẫn nữa. Câu trả lời của ông phổ biến rộng rãi đến nỗi vào năm 1961, François Jacob và Jacques Monod đã diễn giải nó, mà không đề cập đến Kluyver, qua "tiên đề cũ những gì đúng với vi khuẩn cũng đúng đối với con voi" để biện minh cho tính phổ quát của mã di truyền. Thật không may, sự nghiệp của ông bị ảnh hưởng sâu sắc bởi chiến tranh thế giới II và sự chiếm đóng của Đức Quốc xã tại Hà Lan.

## Giải thưởng và vinh danh
Kluyver có liên quan đến trường vi sinh vật học ở Delft. Năm 1926, ông trở thành thành viên của Viện Nghệ thuật và Khoa học Hoàng gia Hà Lan.
Ông được coi là cha đẻ của vi sinh học so sánh và năm 1953 đã giành được huy chương Copley.
Năm 1959, A. F. Kamp xuất bản một cuốn tiểu sử về ông: Albert Jan Kluyver. His life and work.